# زي للأفلام البنغالية
زي للأفلام البنغالية هي قناة تلفزيونية ترفيهية عامة هندية مدفوعة الأجر مملوكة لشركة زي للمشاريع الترفيهية اطلقت في 23 سبتمبر 2012. هي قناة شقيقة لشبكة زي البنغالية.

## التوفر
القناة متوفرة في جميع أنحاء الهند ودول أخرى من خلال الأقمار الصناعية والكابلات. وهي متاحة أيضًا من خلال منصة ترفيه رقمية ومتحركة مع البث المباشر على زي وان.